# Alphonse Giroux
Alphonse Giroux, nato François-Simon-Alphonse Giroux (Parigi, 6 aprile 1776 – Parigi, 1º maggio 1848), è stato un restauratore ed ebanista francese.

## Biografia
Sappiamo che ha studiato pittura con Jacques-Louis David e che ha fondato un'attività per il restauro di opere d'arte verso la fine del Settecento. Era divenuto il restauratore ufficiale della Cattedrale di Notre-Dame. Tra i suoi lavori c'era quello di collezionare ed esporre opere d'arte di Louis Daguerre, Charles Marie Bouton, Charles Renoux e altri pittori contemporanei.
Inoltre, fu un importante produttore di mobili ed arredi di lusso in vari stili sia per la famiglia reale che per varie altre committenze nobiliari e altoborghesi La ditta dapprima ebbe il nome di "A. Giroux in Paris" ed in seguito con l'ingresso dei figli con il nome di "Alphonse Giroux & Cie." che rimase attiva fino al 1867, anche dopo la morte del fondatore, quindi rilevata da Ferdinand Duvinage (1813-1874).

The zoopraxiscope di Eadweard Muybridge, esempio di fenachistoscopio

Nel 1833 la sua ditta "Alphonse Giroux & Cie." fu la prima ad introdurre in Francia il Fenachistoscopio, conosciuto con molti altri nomi derivati, come ad esempio phantasmascope oppure phantascope, inventato dal fisico belga Joseph Plateau. Si trattava di una sorta di "inganno", derivato dal greco, poiché l'occhio vedeva una figura muoversi, cioè un disco con una sequenza di immagini (disegni oppure oggetti) che giravano e creavano l'illusione del movimento. In realtà questo principio avrebbe portato, 60 anni dopo, all'invenzione del cinematografo, grazie allo studio della persistenza della visione.
Giroux è noto soprattutto per aver costruito i primi dagherrotipi, progettati da Daguerre, cioè quella che sarebbe stata la produzione commerciale della prima macchina fotografica al mondo, nonché depositario del brevetto insieme allo stesso Daguerre, ed una di queste fu esposta all'"Exposition des produits de l'industrie française" del 1839 a Parigi, anche se non vinse nessun premio. Giroux, cognato di Daguerre, fu premiato per un portagioie. Il pittore André Giroux era uno dei suoi figli.